# Cecilia Brusasorzi
Cecilia Brusasorzi, född 1549, död 1593, var en italiensk konstnär.
Hon var verksam som målare. Hon är känd för sina porträtt. 